# Barbara Birungi
Barbara Birungi (sinh ngày 7 tháng 8 năm 1986) là một nhà kỹ thuật nữ và là giám đốc sáng lập của công ty HiveColab ở Kampala, Uganda.
Cô là người sáng lập phụ nữ trong công nghệ Uganda, một sáng kiến nhằm giúp phụ nữ và trẻ em gái theo đuổi sự nghiệp công nghệ. Trước khi đến với Hive, Birungi là một thành viên của công ty công nghệ châu Phi Appfrica. Cô đã giành được giải thưởng Anita Borg Change Agent năm 2014 một giải thưởng công nhận phụ nữ quốc tế xuất sắc (những người không phải là người Hoa Kỳ chú trọng vào các nước đang phát triển) đã tạo ra cơ hội cho trẻ gái và phụ nữ về công nghệ. Cô đã phát biểu tại một số sự kiện quốc tế như UNESCO, Liên Hợp Quốc, Motorola, Chương trình Phát triển Liên Hợp Quốc và ITU về tầm quan trọng của việc rút ngắn khoảng cách công nghệ giữa hai giới ở vùng cận Sahara châu Phi trong thời gian 5 năm.
Vào ngày 26 tháng 2 năm 2013, cô là một trong nhiều diễn giả được UNESCO mời đến để mô tả cách khoa học điện tử đang được sử dụng tại đất nước của họ để tăng cường giao diện giữa khoa học, chính sách và xã hội.
Trong năm 2015, Women In Technology Uganda đã được trao tặng là dự án truyền cảm hứng cho giải thưởng lớn, được trao cho các tổ chức xuất sắc hỗ trợ cho phép và trao quyền cho phụ nữ về kinh tế.